# 微花兰属
微花兰属（学名：Chamaeanthus），也称低药兰属，是兰科下的一个属，为附生兰。该属共有6种，分布于新喀里多尼亚、伊里安、印度尼西亚、菲律宾和台湾。

## 下属物种
本属包括以下物种：
- Chamaeanthus averyanovii Vuong, Kumar, V.H.Bui & V.S.Dang, 2021[3]
- Chamaeanthus brachystachys Schltr.
- Chamaeanthus canhii (Aver.) Vuong & Kumar
- 低药兰 Chamaeanthus wenzelii Ames